# محاسب
المحاسب هو ممارس في مجال المحاسبة، وهو المسئول عن القياس، والإفصاح أو توفير ضمانات حول المعلومات المالية التي تساعد المديرين والمستثمرين وسلطات الضرائب وغيرها من صناع القرار على اتخاذ قرارات تخصيص الموارد.
كلمة «محاسب» مشتقة من الكلمة الفرنسية 'Compter' التي هي مستمدة من أصل الكلمة اللاتينية 'Computare'. كانت الكلمة سابقا مكتوبة باللغة الإنجليزية باسم "Accomptant"، ولكن مع الوقت تغييرت الكلمة، التي كانت دائما تنطق بإسقاط "p"، وأصبحت تتغير تدريجيا، سواء في النطق والهجاء لتصل لشكلها الحالي.
والأربعة الكبار هم أكبر أرباب العمل للمحاسبين في جميع أنحاء العالم.

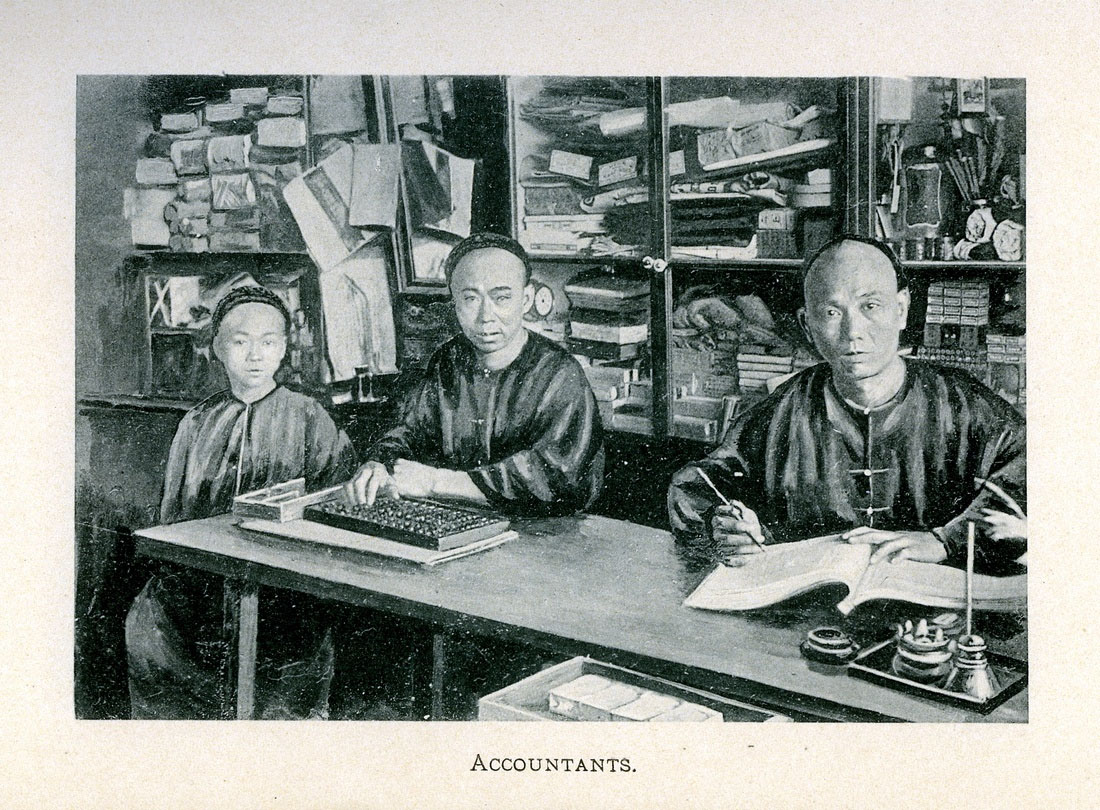
محاسبون صينيون

## دول الكومنولث وأيرلندا
تتواجد شهادات المحاسبة تحت مسميات مختلفة في المملكة المتحدة، كندا، أستراليا والعديد من دول الكومنولث الأخرى التابعة للأمم، المرادفات لشهادات المحاسبة (CPA) تشمل محاسب عام معتمد (ACCA)، محاسب عام معتمد (CA)أو (ACA)، محاسب الإدارة المعتمد، المحاسب الدولي (AAIA)، محاسب عام معتمد (CPA—أيرلندا و CPA—هونغ كونغ)، شهادة المحاسب العام CGA—كندا)، وشهادة مزاولة المحاسبة (CPA—أستراليا)، وأعضاء NIA (أستراليا).

### المملكة المتحدة
- المحاسب المعتمد يجب أن يكون عضوا في جمعية المحاسبين القانونيين المعتمدين (رسالة من جمعية المحاسبين القانونيين المعتمدين ACCAأو FCCA).
- المحاسب المعتمد يجب أن يكون عضوا في أحد الخيارات التالية:
  - معهد المحاسبين القانونيين في إنجلترا وويلز (ICAEW) (رسالة من ACAأو FCA)
  - معهد المحاسبين القانونيين في اسكتلندا (ICAS) (رسالة من CA)
  - معهد المحاسبين المعتمدين في أيرلندا (ICAI)
  - هيئة معادلة معترف بها من بلد آخر ضمن دول الكومنولث (رسالة تفيد الحصول على CA (اسم البلد) مثل CA(كندا))
- محاسب الإدارة المعتمد يجب أن يكون عضوا في معهد للمحاسبين الإداريين المعتمد (رسالة من ACMAأو FCMA).
- المحاسب المالي العام المعتمد  يجب أن يكون عضوا في معهد للمحاسبة المالية العامة المعتمدة (رسالة من CPFA).
- المحاسب الدولي يجب أن يكون عضوا في جمعية المحاسبين الدولية (رسالة من AIAAأو FAIA).
- المحاسب المالي للشركات يجب أن يكون عضوا في معهد المحاسبين الماليين (رسالة من AFAأو FFA).
- المحاسب العام المعتمد يجب أن يكون عضوا في نقابة المحاسبين القانونيين العامة (رسالة من AICPA أو FCPA).

باستثناء جمعية المحاسبين القانونيين العامة، كل الهيئات المذكورة أعلاه يعترف أعضاءها فقط بعد اجتياز امتحانات وبعد مرور فترة من الخبرة العملية ذات الصلة. بعد أن يتم الموافقة عليهم من المتوقع أن يمتثل الأعضاء للمبادئ التوجيهية الأخلاقية، واكتساب الخبرة المهنية المناسبة.
المحاسبين القانونيين والماليين والدولييين المعتمدين الذين ينخرطون في الممارسة العملية (أي بيع الخدمات للجمهور بدلا من أن يتصرف كموظف) يجب عليهم الحصول على «شهادة ممارسة» لتلبية المتطلبات المتوقعة مثل شراء التأمين المناسب والخضوع لعمليات التفتيش.
ICAEW، ICAS، ICAI، ACCA، AIA و CIPFA هم ستة منظمات RQB تأهيل قانونية في المملكة المتحدة، ويجوز للعضو فيها أن يصبح مسجل مرجعي للحسابات أيضا وفقا لقانون الشركات، بشرط أن يبرهن على قدرته المهنية الضرورية في هذا المجال ويتقدم إلى عمليات تفتيش منتظمة. من غير المشروع لأي فرد أو الشركة ليس بها مراجع مسجل إجراء مراجعة الشركة.
تفرض المزيد من القيود على المحاسبين الذين يقومون بعمل الإعسار.
بالإضافة إلى الهيئات المذكورة أعلاه، جمعية المحاسبة وجمعية مدققي المحاسبة تقدم لأعضائها التدريب والدعم في مجال مهارات المحاسبة.

### كندا
في كندا، هناك ثلاث هيئات للمحاسبة معترف بها: من المعهد الكندي للمحاسبين القانونيين (CA) ومعاهد CA في المقاطعات والأقاليم، وجمعية المحاسبين العموميين المعتمدين في كندا CGA)، وجمعية المحاسبين الإداريين قي كندا، والمعروفة أيضا بإدارة المحاسبين المعتمدين (CMA). تم إنشاء CAوCGA بواسطة القوانين الصادرة عن البرلمان في عام 1902 و 1913 على التوالي، وتأسست CMA في عام 1920.
برنامج المحاسبة CA يركز على المحاسبة العمومية، ويجب على المرشحين الحصول على خبرة في مراجعة الحسابات من شركات المحاسبة العامة؛ برنامج CGA يتخذ نهجا عاما يسمح للمرشحين بالتركيز في خياراتهم المهنية في القطاع المالي، وبرنامج CMA يركز على المحاسبة الإدارية. برامج CAو CMA تتطلب حصول المرشح على درجة علمية كشرط للسماح له بالالتحاق بالبرنامج. برنامج CGA يتطلب درجة علمية قبل التخرج باعتبار ذلك شرطا للحصول على الشهادة.
التدقيق والمحاسبة العامة تخضع لتنظيم المحافظات. تاريخيا كان لا يمكن الا للذين يحصلون على CAان يؤدوا عملية مراجعة الحسابات في أونتاريو. في عام 2004، أصدرت حكومة مقاطعة أونتاريو قانونا جديدا لقانون المحاسبة العمومية الذي من شأنه أن يسمح للذين يحملون شهادات CGAs وCMAs المؤهلين بالقيام بمراجعة الحسابات، مشروط بقدرة منظماتهم على إثبات أن خبرتهم والبرامج التنظيمية تعادل صرامة تلك المقدمة من برنامج CA. في آذار / مارس 2006، لم تكن عملية التقييم هذه قد بدأت بعد. وكذلك في كيبيك لا تزال لدي CA الحق الكامل في مراجعة الشركات العامة تبعا للنظام الأساسي. في كولومبيا البريطانية وجزيرة الأمير إدوارد، لا تزال CA و CGAs مكانة متساوية فيما يتعلق بالمحاسبة العمومية، ومراجعة الحسابات، في بقية كندا، CGAs، وCMAs تعتبر واحدة وفقا للمعادلات الإقليمية والتشريعية في الإقليم.
اعتبارا من العام 2006، المحاسب المعتمد من (رابطة المحاسبين القانونيين المعتمدينACCA أو FCCA) معترف به من قبل الحكومة الكندية كمؤهل لمراجعة حسابات المؤسسات الحكومية الاتحادية في كندا. علاوة على ذلك، يسعى الفرع الكندي للرابطة المحاسبين القانونيين المعتمدينACCA للحصول على الموافقة لأغراض مراجعة الحسابات النظامية في مقاطعة أونتاريو في ظل قانون المحاسبة العامة لعام 2004 للمحافظة.

### أستراليا
في أستراليا هناك أربعة هيئات للمحاسبة المهنية الرئيسية المحلية.
- شهادة مزاولة المحاسبين (CPA) هم أعضاء في CPA أستراليا.
- المحاسبين المهنيين الوطنيين (PNA) وعضو في المعهد الوطني للمحاسبين (MNIA) هم أعضاء في المعهد الوطني للمحاسبين أستراليا.
- المحاسبين المعتمدين هم أعضاء في معهد المحاسبين المعتمدين في أستراليا.

ومع ذلك، المحاسب المعتمد(سواء من رابطة المحاسبين القانونيين المعتمدين أو FCCA) معترف به أيضا كهيئة مقررة لأغراض الإعسار بموجب قانون المؤسسة عام 2001، الباب 1282 لأغراض مراجعة الحسابات من جانب ASICفي إطار بيان الممارسة 180 للمراجع المعترف به في أستراليا.
بالإضافة إلى ذلك يقدم معهد محاسبين الإدارة (ICMA) شهادة CMA، ومتخصص في مجال المحاسبة الإدارية.
الوصف: هي مقتطفات في التمويل، والضرائب، وقيادة الأعمال
والعمل في جميع أنحاء العالم في مجال الصناعة
التعليم: التعليم هو أساس المهارات التي يحتاجها لإنجاز 19 دورة تتكون من 2 من القضايا التجارية

### نيوزيلندا
في نيوزيلندا، هناك فقط هيئة محاسبة محلية واحدة، معهد نيوزيلندا للمحاسبين المعتمدين (NZICA).
لمراجعة حسابات الشركات العامة على الفرد أن يكون عضوا سواء في NZICA أو هيئة أخرى معتمدة رسميا. تم الموافقة على المحاسب المعتمن (من رابطة المحاسبين القانونيين المعتمدين أو FCCA) بموجب القانون ذات الصلة (وبموجب المادة 199 من قانون الشركات لعام 1993 : مؤهلات مراجعي الحسابات). عضو جمعية المحاسبين القانونيين المعتمدين ACCAيمكنة الممارسة طالما أنه حاصل على شهادة الممارسة العامة من جمعية المحاسبين القانونيين المعتمدين (مع مؤهل لمراجعة الحسابات) في بلده الأصلي.

### سريلانكا
في سري لانكا، يجب أن يكون المحاسب قانوني عضوا في معهد المحاسبين القانونيين في سري لانكا (رسالة من ACA أو FCA)، وبالتالي فهى الهيئة الوحيدة المحلية.لمراجعة حسابات الشركات العامة يجب على الفرد أن يكون عضوا في ICASL.

## الولايات المتحدة الأمريكية
في الولايات المتحدة، المحاسبين الممارسين قانونيا يجب أن يكونوا حاصلين على CPA، أو محاسبين قانونيين المدققين الداخليين المعتمدين (CIA)، المحاسب الإداري المعتمد أو (CMAs)، محاسب الأعمال التجارية المعتمد (ABA). الفرق بين هذه الشهادات هو في المقام الأول الوضع القانوني، وأنواع الخدمات المقدمة، على الرغم من أن الأفراد قد يحصلون على أكثر من شهادة واحدة. وبالإضافة إلى ذلك، فإن الكثير من عمل المحاسبة يتم تنفيذه من قبل أفراد غير مصدق عليهم، الذين يمكن أن عملوا تحت إشراف محاسب قانوني.
الCPA هي رخصة تقدم من قبل الدولة لتوفير خدمات مراجعة الحسابات إلى الجمهور، على الرغم من معظم شركات CPA تقدم أيضا خدمات محاسبية وضريبية وتدعم الدعاوى القضائية، وغيرها من الخدمات المالية الاستشارية. شروط الحصول على ترخيص CPA يختلف من ولاية إلى أخرى، على الرغم من وجوب الخضوع للاختبار الموحدة المطلوب من جميع الولايات. http://www.accountingmajors.com/accountingmajors/articles/cpa-exam.html هذا الاختبار تم تصميمه ويتم تصحيحة من قبل المعهد الأمريكي للمحاسبين القانونيين.
تمنح شهادة CIAمن معهد المراجعين الداخليين IIA، شريطة أن يكون المرشح قد مر باختبار دقيق من أربعة أجزاء. تقدم خدمات CIA في الغالب مباشرة إلى رب العمل بدلا من الجمهور.
ويتم منح شهادة CMA من معهد المحاسبين الإداريين (IMA)، شريطة أن يكون المرشح مر بفحص دقيق من أربعة أجزاء، ولديه الاحتياجات اللازمة من الخبرة العملية فالمطلوبة من IMA. يقدم الحاصل على CMA في معظم الأوقات خدماته مباشرة إلى أرباب العمل بدلا من الجمهور. يمكن أيضا للحاصل على CMA أن يوفر خدماته للجمهور، ولكن إلى حد أقل بكثير من الحاصل على CPA.
يتم منح اعتماد ABA من مجلس اعتماد المحاسبات والضرائب (ACAT)، شريطة أن يكون المرشح مرت بثماني ساعات من الامتحان الشامل للاعتماد في المحاسبة الذي يختبر الكفاءة في مجال المحاسبة المالية وإعداد التقارير وإعداد البيانات والضرائب والخدمات الاستشارية التجارية والأعمال القانونية والأخلاق. الحاصل على ABA يتخصص في احتياجات الشركات الصغيرة إلى الشركات متوسطة الحجم والخدمات المالية للأفراد والأسر. في الولايات التي يكون فيها استخدام كلمة «محاسب» غير مسموح به من قبل غير المرخص لهم من الأفراد، يجوز للممارس استخدام لقب مستشار الأعمال التجارية المعتمد.
تقدر وزارة العمل قي الولايات المتحدة ومكتب إحصاءات العمل أن هناك نحو مليون شخص http://www.bls.gov/oes/current/oes132011.htm يعملون كمحاسبين ومدققي حسابات في الولايات المتحدة
القانون الضريبي الاميركي منح المحاسبين شكلا محدودا من امتيازات المحاسب وموكله.

## هونج كونغ
في هونغ كونغ، صناعة المحاسبة يتم تنظيمها من قبل HKICPA المحاسبين المهنيين العاملين (الفصل 50 من قوانين هونغ كونغ). صناعة تدقيق الحسابات للشركات محدودة وتنظم بموجب قانون الشركات (الفصل 32 من قوانين هونغ كونغ)، والمراسيم الأخرى مثل قانون الاوراق المالية والعقود الآجلة، وقواعد الإدراج، إلخ.
إلغاء شرط وجود محاسب مؤهل في قواعد الإدراج في هونغ كونغ

في نوفمبر 2008، أزالت بورصة هونغ كونغ المحدودة شرط وجود محاسب مؤهل من قواعد الإدراج ولكن توسعت في قانون الأحكام الواردة في القانون بشأن ممارسات إدارة الشركات بشأن الضوابط الداخلية لضمان إشارات محددة إلى مسؤولية الإدارة لإجراء استعراض سنوي لمدى كفاية الموظفين الخاصيين بمهمة إعداد التقارير المالية والدور الرقابي للجنة مراجعة الحسابات.

## النمسا
في النمسا ينظم مهنة المحاسبة Bilanzbuchhaltungsgesetz 2006 (BibuG—إدارة المحاسبة القانون).

## البرتغال
في البرتغال يجب على الفرد أن يكون محاسب أو مدقق حسابات مؤهل، بعد الحصول على درجة جامعية، ويتم منح الترخيص بشكل حصرى من قبل dos Ordem Revisores Oficiais de Contas ‏ (OROC)، وهي منظمة مهنية. بصفة عامة، المحاسبين أو المدققين المعتمدين من قبل Ordem dos Revisores Oficiais de Contas هم أفراد حاصلين على شهادات التخرج الجامعية في إدارة الاعمال، الاقتصاد، الرياضيات، وحتى القانون، بعد إجراء مزيد من الدراسات، بطلب الحصول على الامتحان في Ordem dos Revisores Oficiais de Contas وحصل على شهادة ليكون ROC (Revisor Oficial de Contas)، وهي أعلى المؤهلات المهنية في مجال المحاسبة. أي مواطن حاصل على درجة الفنون التطبيقية وفني محاسبة يحق له التقدم لامتحان وشهادة في OROC.